# NHK Trophy 2015
NHK Trophy 2015 – szóste, a zarazem ostatnie w kolejności zawody łyżwiarstwa figurowego z cyklu Grand Prix 2015/2016. Zawody rozgrywano od 27 do 29 listopada 2015 roku w hali Big Hat w Nagano.
W rywalizacji solistów zwyciężył reprezentant gospodarzy Yuzuru Hanyū. Wśród solistek triumfowała jego rodaczka Satoko Miyahara. W parach sportowych złoty medal zdobyli Kanadyjczycy Meagan Duhamel i Eric Radford, którzy wygrali drugie zawody podczas tej edycji cyklu Grand Prix. W parach tanecznych triumfowali Amerykanie Maia Shibutani i Alex Shibutani.

## Wyniki

### Soliści
| Poz. | Zawodnik            | Nota łączna | SP | SP     | FS | FS     |
| ---- | ------------------- | ----------- | -- | ------ | -- | ------ |
| 1    | Yuzuru Hanyū        | 322,40      | 1  | 106,33 | 1  | 216,07 |
| 2    | Jin Boyang          | 266,43      | 2  | 95,64  | 2  | 170,79 |
| 3    | Takahito Mura       | 242,21      | 3  | 88,29  | 5  | 153,92 |
| 4    | Grant Hochstein     | 235,63      | 8  | 74,30  | 3  | 161,33 |
| 5    | Keiji Tanaka        | 234,90      | 9  | 73,74  | 4  | 161,16 |
| 6    | Konstantin Mieńszow | 233,58      | 6  | 79,79  | 6  | 153,79 |
| 7    | Michal Březina      | 222,49      | 5  | 81,64  | 9  | 140,85 |
| 8    | Richard Dornbush    | 217,50      | 7  | 78,20  | 10 | 139,30 |
| 9    | Chafik Besseghier   | 215,82      | 10 | 72,51  | 7  | 143,31 |
| 10   | Maksym Kowtun       | 212,63      | 4  | 82,27  | 11 | 130,36 |
| 11   | Elladj Baldé        | 211,09      | 11 | 69,47  | 8  | 141,62 |
| 12   | Brendan Kerry       | 177,98      | 12 | 61,20  | 12 | 116,78 |

### Solistki
| Poz. | Zawodniczka       | Nota łączna | SP | SP    | FS | FS     |
| ---- | ----------------- | ----------- | -- | ----- | -- | ------ |
| 1    | Satoko Miyahara   | 203,11      | 1  | 69,53 | 1  | 133,58 |
| 2    | Courtney Hicks    | 183,12      | 2  | 65,60 | 3  | 117,52 |
| 3    | Mao Asada         | 182,99      | 4  | 62,50 | 2  | 120,49 |
| 4    | Ashley Wagner     | 179,33      | 3  | 63,71 | 5  | 115,62 |
| 5    | Mirai Nagasu      | 175,64      | 5  | 61,10 | 6  | 114,54 |
| 6    | Kaetlyn Osmond    | 168,48      | 8  | 57,07 | 7  | 111,41 |
| 7    | Li Zijun          | 166,40      | 6  | 60,78 | 10 | 105,62 |
| 8    | Alona Leonowa     | 165,75      | 7  | 59,63 | 9  | 106,12 |
| 9    | Anna Pogoriła     | 164,63      | 11 | 47,35 | 4  | 117,28 |
| 10   | Mariko Kihara     | 163,19      | 10 | 54,96 | 8  | 108,23 |
| 11   | Marija Artiemjewa | 158,33      | 9  | 55,68 | 11 | 102,65 |

### Pary sportowe
| Poz. | Zawodnicy                             | Nota łączna | SP | SP    | FS | FS     |
| ---- | ------------------------------------- | ----------- | -- | ----- | -- | ------ |
| 1    | Meagan Duhamel / Eric Radford         | 202,72      | 1  | 71,04 | 1  | 131,68 |
| 2    | Yu Xiaoyu / Jin Yang                  | 191,02      | 3  | 67,00 | 2  | 124,02 |
| 3    | Alexa Scimeca / Chris Knierim         | 190,66      | 2  | 68,43 | 3  | 122,23 |
| 4    | Wiera Bazarowa / Andriej Dieputat     | 181,70      | 4  | 64,06 | 5  | 117,64 |
| 5    | Lubow Iluszeczkina / Dylan Moscovitch | 180,63      | 5  | 63,80 | 6  | 116,83 |
| 6    | Vanessa James / Morgan Ciprès         | 180,20      | 6  | 61,91 | 4  | 118,29 |
| 7    | Jessica Calalang / Zack Sidhu         | 150,26      | 7  | 55,19 | 7  | 95,07  |
| 8    | Amani Fancy / Christopher Boyadji     | 125,80      | 8  | 42,52 | 8  | 83,28  |

### Pary taneczne
| Poz. | Zawodnicy                              | Nota łączna | SD | SD    | FD | FD     |
| ---- | -------------------------------------- | ----------- | -- | ----- | -- | ------ |
| 1    | Maia Shibutani / Alex Shibutani        | 174,43      | 1  | 68,08 | 1  | 106,35 |
| 2    | Jekatierina Bobrowa / Dmitrij Sołowjow | 169,33      | 3  | 66,19 | 2  | 103,14 |
| 3    | Madison Hubbell / Zachary Donohue      | 167,49      | 2  | 66,57 | 3  | 100,92 |
| 4    | Aleksandra Stiepanowa / Iwan Bukin     | 160,64      | 4  | 61,96 | 4  | 98,68  |
| 5    | Penny Coomes / Nicholas Buckland       | 155,88      | 5  | 61,00 | 5  | 94,88  |
| 6    | Anastasia Cannuscio / Colin McManus    | 138,41      | 6  | 55,21 | 6  | 83,2   |
| 7    | Kana Muramoto / Chris Reed             | 134,97      | 7  | 53,44 | 7  | 81,53  |
| 8    | Emi Hirai / Marien de la Asuncion      | 115,59      | 8  | 43,61 | 8  | 71,98  |